# All the Greatest Hits (album de McFly)
Pour les articles homonymes, voir All the Greatest Hits.
Albums de McFly
Motion in the Ocean
(2006) Radio:ACTIVE
(2008)
All The Greatest Hits est un album du groupe anglais McFly sorti le 5 novembre 2007. Cet album est une compilation de leurs trois premiers albums auquel sont ajoutés quelques nouveaux titres qui sont "The Way You Make Me Feel", "The Hearts Never Lies" et "Don't Wake Me up"

## Liste des titres
1. Five Colours In Her Hair
2. Obviously
3. That Girl
4. Room On The 3rd Floor
5. All About You
6. I'll Be OK
7. I Wanna Hold You
8. The Ballad Of Paul K (Orchestral Version)
9. Ultraviolet
10. Please, Please
11. Don't Stop Me Now
12. Star Girl
13. Friday Night
14. Sorry's Not Good Enough
15. Transylvania
16. Baby's Coming Back
17. The Heart Never Lies (Radio Edit)
18. The Way You Make Me Feel
19. Don't Wake Me Up
20. Five Colours In Her Hair (U.S Version)
21. You've Got A Friend
22. Memory Lane (Live at the Manchester Arena 2006)

## Chart performance
| Chart (2007)                           | Peak Position | Certification |
| -------------------------------------- | ------------- | ------------- |
| UK Albums Chart                        | 4             | Gold          |
| Irish Albums Chart                     | 20            | -             |
| U.S. Billboard European Top 100 Albums | 18            | -             |

| Chart (2009)    | Peak position |
| --------------- | ------------- |
| UK Albums Chart | 44            |